# Besnoitiose bovine
La besnoitiose bovine, également appelée anasarque des bovins ou plus prosaïquement maladie de la peau d'éléphant, est une maladie parasitaire vectorielle causée par Besnoitia besnoiti, un protozoaire apicomplexe. L'infection est le plus souvent asymptomatique, mais elle peut provoquer chez certains individus d'abord de la fièvre et des écoulements nasaux et oculaires, puis un épaississement de la peau, entrainant éventuellement la mort de l'animal. C'est une maladie émergente en Europe. Il n'existe pas de traitement ni de vaccin contre cette maladie.

## Historique
La besnoitiose bovine est connue dès l'Antiquité. Ainsi, au IVe siècle, Végèce, à partir des écrits de Caton, Pelagonios et Columelle, décrit ainsi la phase terminale de la maladie, qu'il nomma « éléphantiasis » : « La peau est rude et dure au toucher, il y a une ardeur brûlante par tout le corps, surtout sur le dos. Il se forme sur la peau de larges écailles semblables à celle des écorces des arbres. Les naseaux, les pieds, la tête sont couverts de grains ou de petites pustules. De fréquentes mauvaises odeurs accompagnent cette maladie. ».
À partir du début du XIXe siècle, des vétérinaires du sud de la France commencent à identifier la maladie.
En 1817, Santin, vétérinaire dans le Tarn, est le premier à décrire la phase d'œdèmes et de scléordermie. En 1858, Lafosse, professeur de l'École nationale vétérinaire de Toulouse, précise l'évolution de la maladie en trois phases (début, état et déclin) suivies de la mort ou d'une chronicité. En 1869, Cruzel émet l'hypothèse de la transmission vectorielle par des insectes piqueurs,. En 1884, Cadéac parle de l'« éléphantiasis » et l'« anasarque du bœuf ».
En 1912, Besnoit et Robin, professeurs à Toulouse, isolent le parasite à partir de lésions cutanées d'une vache infectée chroniquement, parlant alors de « sarcosporidiose cutanée », et Marotel le nomme Sarcocystis besnoiti en l'honneur de Besnoit (ce taxon sera renommé Besnoitia besnoiti). Cependant, Cadéac, Massoc et Bourde explique plutôt la maladie par une infection microbienne (streptococcique ou charbonneuse), dans lequel le parasite isolé en 1912 ne serait qu'une surinfection. En 1936, Cuille parvient à transmettre la maladie à des bovins sains par injection de sang, mais pas par la peau. En 1954, l'étiologie est définitivement prouvée par Pols, qui le met en évidence dans le sang, en phase fébrile.
Endémique en Espagne, au Portugal et dans quelques foyers pyrénéens en France mais promise à une extinction dans les années 1990, la besnoitiose connait une à l'inverse une forte extension géographique vers le nord et l'ouest de l'Europe. En 2010, l'Autorité européenne de sécurité des aliments déclare la besnoitiose comme maladie émergente.

## Étiologie et transmission
La besnoitiose bovine est causée par le parasite Besnoitia besnoiti.
Deux cycles existent pour ce parasite :
- un cycle dixène (donc à deux hôtes, l'un intermédiaire, l'autre définitif) : les ookystes du parasites seraient excrétés par le chat (hôte définitif hypothétique) dans ses fèces et ingérés par le bovin (hôte intermédiaire), où se développerait alors des kystes tissulaires ;
- un cycle monoxène (entre deux hôtes bovins) : le parasite passe d'un individu infecté à un bovin sain, par une transmission vectorielle mécanique[7]
  - transmission sous forme de bradyzoïtes : à partir d'un bovin infecté en phase chronique porteur de kystes à bradyzoïtes
  - transmission sous forme de tachyzoïtes : à partir d'un bovin infecté en phase aiguë

C'est ce cycle monoxène qui est considéré comme diffuseur de la maladie. Les vecteurs mécaniques sont des insectes hématophages, dont des tabanidés (Tabanus spp.) et un stomoxe (Stomoxys calcitrans, la mouche charbonneuse).
Le mode de contamination le plus fréquent d'un cheptel indemne est l'achat d'un bovin infecté, donc porteur de la maladie, qui la transmet à ses nouveaux congénères par les piqûres d'un insecte.

## Pathogénie et signes cliniques
La besnoitiose bovine se caractérise par une phase d'incubation de 2 semaines à 2 mois après l'infection.

### Phase fébrile
Initialement, une hyperthermie (40-42 °C) reflétant la parasitémie et la multiplication rapide des parasites se manifeste, accompagnée de symptômes non spécifiques tels que dépression, tachycardie, tachypnée et perte de poids. La peau du bovin présente une congestion généralisée, avec une sensibilité accrue et une chaleur, caractérisant une hyperesthésie cutanée, plus marquée au niveau de la tête et du cou. Parallèlement, une inflammation des muqueuses oculaires et pituitaires se manifeste, entraînant un larmoiement constant, une photophobie et un écoulement séreux abondant. Cette congestion faciale peut conduire à un gonflement précoce, donnant l'apparence de yeux exorbités et conférant à l'animal une silhouette distinctive de « tête d'hippopotame ».
Au stade aigu fébrile, les tachyzoïtes envahissent les vaisseaux sanguins, provoquant vasculite, hyperplasie, thrombose et nécrose.

### Phase d'œdèmes
La température rectale redevient normale. Des lésions apparaissent : congestion marquée de la mamelle avec une coloration violacée des trayons à leur base ou hypertrophie et œdémations de la bourse, adénomégalie des nœuds lymphatiques superficiels.

### Phase de sclérodermie
Les œdèmes régressent. La peau s'épaissit et des lambeaux de peau nécrosés peuvent se détacher. Des kystes se forment dans divers tissus, notamment le système cardiovasculaire, le derme, le tissu sous-cutané, la muqueuse des voies respiratoires supérieures, la conjonctive, les testicules et les épididymes. Les kystes dans la conjonctive sclérale sont pathognomoniques et se développent environ 6 à 7 semaines après l'infection. La maladie peut entraîner la mort aux stades chroniques.

### Cas asymptomatiques ou discrets
Dans un contexte enzootique, seule une minorité d'individus au sein d'un troupeau infecté par B. besnoiti manifeste des symptômes cliniques, tandis que la majorité présente une séropositivité sans signes cliniques apparents. Cependant, dans les régions émergentes de la maladie, l'incidence de cas cliniques atteint environ 15 à 40 % par an, comparé à 1 à 10 % dans les zones où la besnoitiose bovine est enzootique. Pour de nombreux animaux infectés, la seule manifestation de la maladie réside dans la présence de kystes tissulaires pathognomoniques dans la conjonctive sclérale et la muqueuse vaginale. Malgré cette discrétion clinique, la besnoitiose entraîne d'importantes pertes économiques, engendrant une perte de poids et une diminution de la production laitière chez le bétail infecté, des avortements chez les femelles, une infertilité temporaire voire une stérilité chez les mâles, ainsi qu'une dépréciation significative des peaux destinées à la production de cuir chez les animaux affectés.

## Diagnostic

### Diagnostic individuel
Un diagnostic individuel précoce est crucial pour atténuer les symptômes de la phase fébrile. Le choix des examens dépend de l'évolution de la maladie : la PCR est possible dès la phase fébrile, la recherche d'anticorps par Elisa est recommandée au moins trois semaines après l'apparition des symptômes. Pour la phase de sclérodermie, la PCR et l'histologie sont envisageables.

### Diagnostic de troupeau
Pour le diagnostic de troupeau, la recherche Elisa est privilégiée pour sa simplicité et son coût modéré, notamment sur lait grand mélange.

## Traitements
Aucun traitement n'est efficace contre la besnoitiose. Classiquement, en phase fébrile, on administre un antibiotique (sulfamidine) pour lutter contre les infections bactériennes, des anti-inflammatoires non stéroïdiens et des diurétiques de l'anse (furosémides) pour lutter contre l'œdème.

## Prévention
Comme les traitements curatifs n'existent pas et qu'aucun vaccin n'est disponible, les mesures de prévention sont essentielles. Cependant, en France, la besnoitiose n'est pas réglementée et il n'existe donc pas de dépistage systématique.
Pour éviter les contaminations par l'achat de bovins infectés, un contrôle sérologique à l'introduction est préconisé. Les bovins infectés au sein d'un cheptel doivent être isolés et réformés rapidement.
Les insectes vecteurs doivent être éliminés et les aiguilles ne doivent pas être réutilisées pour plusieurs animaux.